# Oosternum sharpi
Oosternum sharpi é uma espécie de insetos coleópteros polífagos pertencente à família Hydrophilidae.
A autoridade científica da espécie é Hansen, tendo sido descrita no ano de 1999.
Trata-se de uma espécie presente no território português.